# TF35
 (juin 2024).
La mise en forme du texte ne suit pas les recommandations de Wikipédia : il faut le « wikifier ».
Les points d'amélioration suivants sont les cas les plus fréquents. Le détail des points à revoir est peut-être précisé sur la page de discussion.
- Les titres sont pré-formatés par le logiciel. Ils ne sont ni en capitales, ni en gras.
- Le texte ne doit pas être écrit en capitales (les noms de famille non plus), ni en gras, ni en italique, ni en « petit »…
- Le gras n'est utilisé que pour surligner le titre de l'article dans l'introduction, une seule fois.
- L'italique est rarement utilisé : mots en langue étrangère, titres d'œuvres, noms de bateaux, etc.
- Les citations ne sont pas en italique mais en corps de texte normal. Elles sont entourées par des guillemets français : « et ».
- Les listes à puces sont à éviter, des paragraphes rédigés étant largement préférés. Les tableaux sont à réserver à la présentation de données structurées (résultats, etc.).
- Les appels de note de bas de page (petits chiffres en exposant, introduits par l'outil «  Source ») sont à placer entre la fin de phrase et le point final[comme ça].
- Les liens internes (vers d'autres articles de Wikipédia) sont à choisir avec parcimonie. Créez des liens vers des articles approfondissant le sujet. Les termes génériques sans rapport avec le sujet sont à éviter, ainsi que les répétitions de liens vers un même terme.
- Les liens externes sont à placer uniquement dans une section « Liens externes », à la fin de l'article. Ces liens sont à choisir avec parcimonie suivant les règles définies. Si un lien sert de source à l'article, son insertion dans le texte est à faire par les notes de bas de page.
- La présentation des références doit suivre les conventions bibliographiques. Il est recommandé d'utiliser les modèles {{Ouvrage}}, {{Chapitre}}, {{Article}}, {{Lien web}} et/ou {{Bibliographie}}. Le mode d'édition visuel peut mettre en forme automatiquement les références.
- Insérer une infobox (cadre d'informations à droite) n'est pas obligatoire pour parachever la mise en page.

Pour une aide détaillée, merci de consulter Aide:Wikification.
Si vous pensez que ces points ont été résolus, vous pouvez retirer ce bandeau et améliorer la mise en forme d'un autre article.
 (juin 2024).
Si vous disposez d'ouvrages ou d'articles de référence ou si vous connaissez des sites web de qualité traitant du thème abordé ici, merci de compléter l'article en donnant les références utiles à sa vérifiabilité et en les liant à la section « Notes et références ».
 (juin 2024).
Le TF 35 est une série monotype de catamarans de sport de 35 pieds (10,81 mètres), dédiés aux régates. Il est le remplaçant technologique du Décision 35, à la suite de l'avènement du foil lors des dernières Coupes de l'America et de l'assistance au vol appelé Automated Flight Control System.
Appuyé par Ernesto Bertarelli et son équipe Alinghi, comme le fut son prédécesseur le Decision 35, ses fondateurs ont voulu une internationalisation de son programme, sur lacs comme pour le Bol d'Or Mirabeaud sur le Léman, ou en eaux libres. Il permet donc à un large éventail de propriétaires et de navigateurs de participer à des régates sur un catamaran à hautes performances.
Ses particularités sont une assistance du Contrôleur Automatique de Vol, des foils principaux inversés en T et des safrans en T avec ailerons, un accent mis sur la sécurité de l'équipage, une monotypie pour limiter les coûts, un transport aisé, un assemblage rapide en une à deux journées.
Ses performances sont hors du commun : au près, le TF35 vole dès 9 nœuds TWS, à une vitesse de deux fois ce vent, naviguant jusqu'à 18-19 nœuds. Aux allures portantes, décollant à 7 nœuds TWS, et volant à trois fois ce vent, sa vitesse max est de 34-35 nœuds.
Au dernier Bol d'Or Mirabeaud les 15 et 16 juin 2024, les 5 premiers bateaux au classement scratch sont tous des TF35, dont le premier, du nom de Sails of Change 8, était barré par le navigateur Yann Guichard qui traversa la ligne d'arrivée après 6 heures 22 minutes et 24 secondes.

## Designers
Jean-Marie Fragniére, suisse est le coordinateur du design de la classe TF35. Gonzalo Redondo, espagnol, est responsable du design hydro et aérodynamique, Dirk Kramer, bi-national américain et néerlandais, du design structurel, Luc du Bois, suisse, du design et du Contrôle Automatique de Vol, et Marc Menec, français, de la modélisation 3D et design

## Configuration vélique
MS : 79 m2, MS Reef : 64 m2, Jlb 2 : 34 m2, Jlb 1 : 41 m2, Gnk : 120 m2

## Transport
Le transport de ce bateau est facilité, entrant dans un container de type High Cube de 40 pieds, et le mât peut se diviser en deux